# 坂本直寛
坂本 直寛（さかもと なおひろ、嘉永6年10月5日（1853年11月5日） - 明治44年（1911年）9月6日）は、明治時代の自由民権運動家、キリスト教牧師。土佐藩郷士坂本家5代当主であり、坂本龍馬は叔父に当たる。兄・坂本直は龍馬の養嗣子になった。

## 人物

### 初期
嘉永6年（1853年）、土佐国安芸郡安田村に高松順蔵・千鶴（龍馬の長姉）夫妻の次男として誕生。幼名は「習吉」。17歳の時、伯父・坂本権平の養嗣子となって「南海男（なみお）」を名乗った。

### 自由民権運動
明治になると立志学舎において西洋の学問を修めたのち、自由民権運動に参加し、高知県会議員となる。『土陽雑誌』などで著述活動に励む一方、東京で「三大事件建白運動」に参加して保安条例違反で投獄されたこともある。
明治11年(1878年)に高知で開催された立志社のキリスト教講演会で、講師として長老派の宣教師J・L・アッキンソンが招かれた。その後も、G・W・ナックス、D・タムソン、G・フルベッキなどが高知を訪問するようになり、坂本ら民権運動家はキリスト教に接近するようになる
。
最初、坂本は「板垣退助伯の話を聞いて、キリスト教を広めることは外交政策上もっとも都合が良いと思うようになったが、それでも自分自身がキリスト教を信じる気持ちはどうしも起きなかった」と述べている。
しかし、フルベッキ宣教師やG・W・ナックス宣教師との交流によりキリスト教を学ぶようになる。

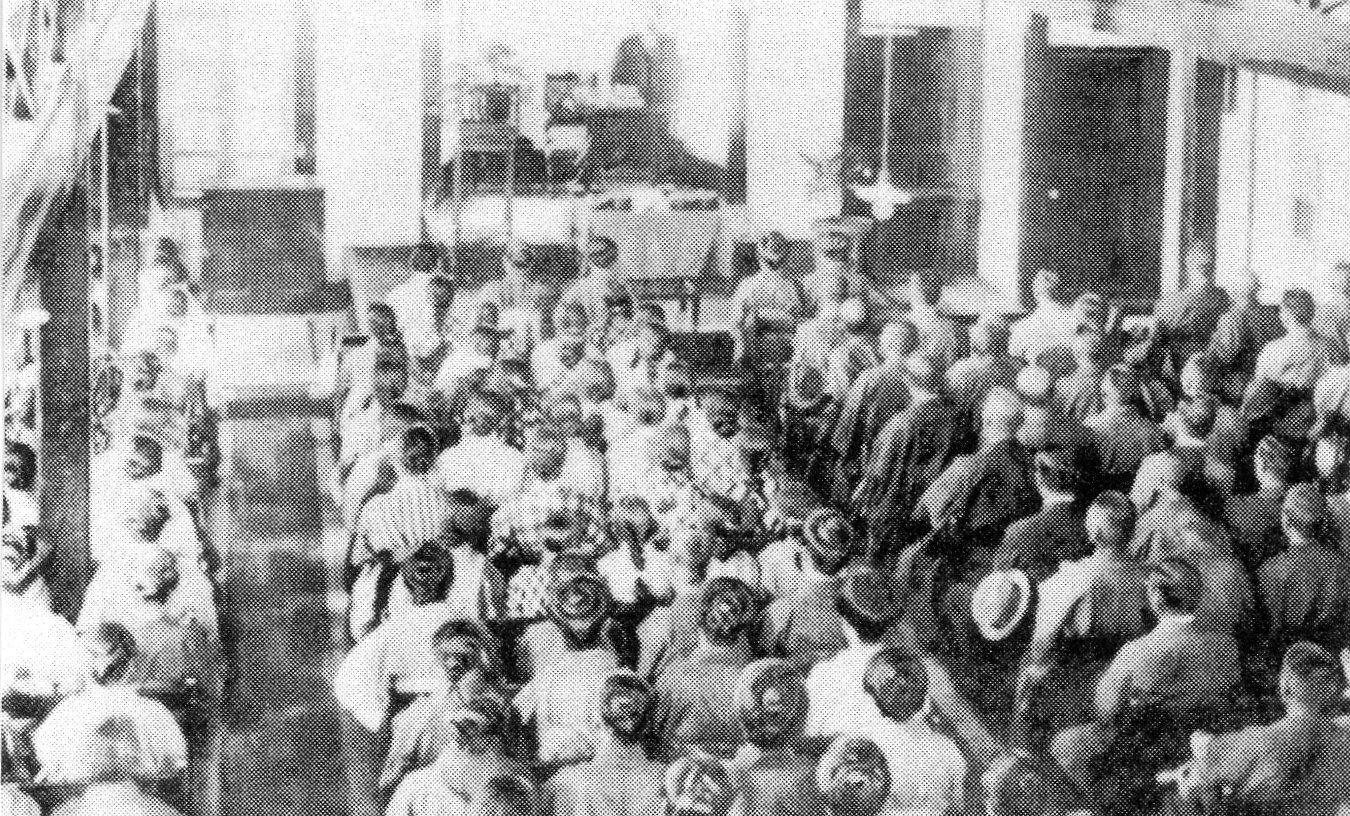
1888年(明治21年)坂本らが出席していた高知教会での礼拝風景

### キリスト者
明治18年（1885年）5月18日に高知基督教会（日本基督教団高知教会）設立に伴い、武市安哉や片岡健吉、西森拙三らと共に高知教会で洗礼を受け、キリスト教に入信する。
その後立志社の高知県での活動は、政府を攻撃する政談演説会から、キリスト教演説会に切り替えられる。
明治20年（1887年）、「南海男」から「直寛」に改名した。この年、34歳で高知県会議員に当選する。高知県内で精力的に伝道を始め、政治家としては官僚主義を痛烈に批判する演説を続ける。
1887年12月26日で、明治政府への建白書を提出するために上京した坂本は、京橋の星亨邸で退去命令を拒否したために、片岡健吉、武市安哉と共に京橋警察署に保安条例違反で逮捕される。その後、警視庁に送られ、東京地方裁判所で軽禁固2年6か月の判決を受けて、石川島監獄に投獄される。1889年（明治22年）に大日本帝国憲法の発布にあたり大赦により石川島監獄から出獄し、高知に帰る。

### 北海道開拓

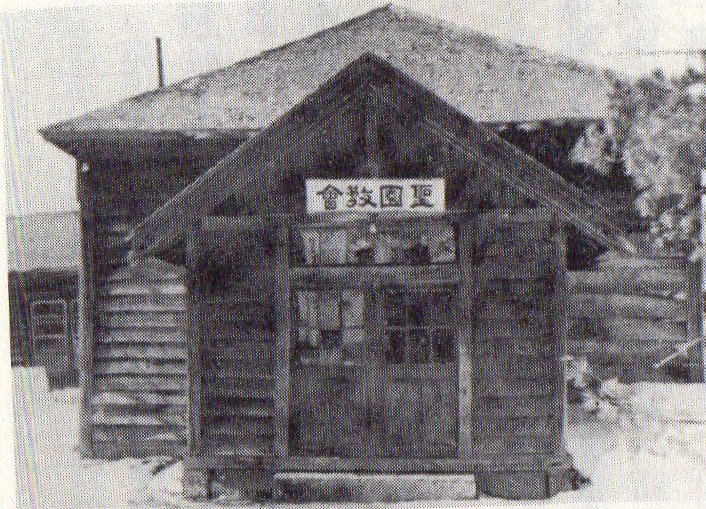
盟友武市の死後、坂本らが1897年11月浦臼村に建設した日本基督教浦臼教会の新会堂

国会議員をしていた武市安哉が石狩平野視察のきっかけに、1893年(明治26年)7月国会議員を辞職して北海道開拓を始める。武市は北海道浦臼で聖園農場と聖園教会の経営を開始したが、1894年(明治27年)武市が急死する。武市が亡くなって1年半後の明治29年(1896年)夏に、坂本は澤本楠弥と一緒に、浦臼内の聖園農場を訪問し、理事員の前田駒次らと会い、北海道北見国常呂郡クンネップ原野(現・北見市)の開拓の協力を要請した。前田は坂本らをクンネップまで案内し現地調査を行う。
帰郷した坂本と澤本は北海道開拓を呼び掛ける、その結果北海道開拓のための組織である北光社の設置がきまる。設置発起人として片岡健吉、土居勝郎ら16人が集まり、社長に坂本、副社長に澤本が選出される。
明治30年（1897年）春、北海道北見のクンネップ原野に一族を挙げて移住し、北光社農場建設に参加することになった。
明治31年(1898年)1月に高知市で北光社の創立総会が開催された。北光社移民団の入植は3年で合計221戸になった。しかし、坂本は第二次移民団が入植する直前の、明治31年（1898年）5月に聖園農場の前田駒次を社長に招聘し、坂本は社長を辞任し、聖園農場の経営をすることを決意し、高知にいた4人の子供を呼び寄せ共に浦臼に転居した。
しかし、その年の秋に、大雨により石狩川が氾濫し畑が大水害に襲われる。坂本は上京し大隈重信内閣の内務大臣であった板垣退助に救済を陳情し、救済金80万円が決定された。その結果、石狩川の治水事業が開始される。また、同様に水害で困難にあっていた北海道同志教育会学田農場の集会(現・遠軽教会)ためにG・P・ピアソン宣教師らと援助を行う。
この時、キリスト教系新聞「北辰日報」の主筆への誘いがあり一家で札幌に転出する。

### 牧師時代
明治35年（1902年）には、「聖園農場」の経営を義姉・留と甥・直衛に任せて旭川の日本基督教会旭川教会に転出することになる。翌年には旭川2条通11丁目に新会堂を建設する。
木材商社であるKing ＆ Schulze商会釧路支店から独立し明治38年(1905年)釧路で坂本商会設立。釧路から中国　北米に鉄道枕木を輸出するビジネスをはじめ以後　釧路市を本拠地とする。
明治40年(1907年)4月にG・P・ピアソン宣教師と共に十勝監獄(現・帯広刑務所)の囚人の伝道をする。
旭川師団歩兵第27連隊の軍人に対する伝道に尽力している。その後、札幌北一条教会の牧師になる。札幌からしばしば聖園教会の応援にも訪れた。
夕張炭鉱の労働者らが結成した大日本労働至誠会の会長も務めた。
明治44年（1911年）9月6日夕方、札幌の病院で亡くなる。墓は札幌市中央区にある。

## 親戚・家族
妻
- 鶴井（坂本春猪の娘）
- 翠（後妻）
- 鹿（後妻）

子女
- 直意（長女）
- 直恵（次女）
- 直道（長男、郷士坂本家六代当主、のちに直の次男・直衛の養嗣子となり、坂本龍馬家を相続、その四代当主となる）
- 勝清（次男、土居家に養子）
- 娘婿：浜武弥太郎（直意の婿養子で郷士坂本家七代当主）

孫
- 坂本直行（山岳画家、直意と弥太郎の子で郷士坂本家八代当主）
- 土居晴夫（土居勝清の子）

### 親族
- 板垣退助は同じ土佐藩出身であり、坂本家は直寛の高祖父の山本信敬（伴蔵）を通じて親戚関係の間柄である[12]。直寛はその縁で板垣とは親しく、自由民権の遊説活動を行っていた。
- 武市半平太、日本ハリストス正教会司祭の沢辺琢磨は、山本家を介して坂本家とは親戚関係にあたる。